# Ye Olde Cheshire Cheese

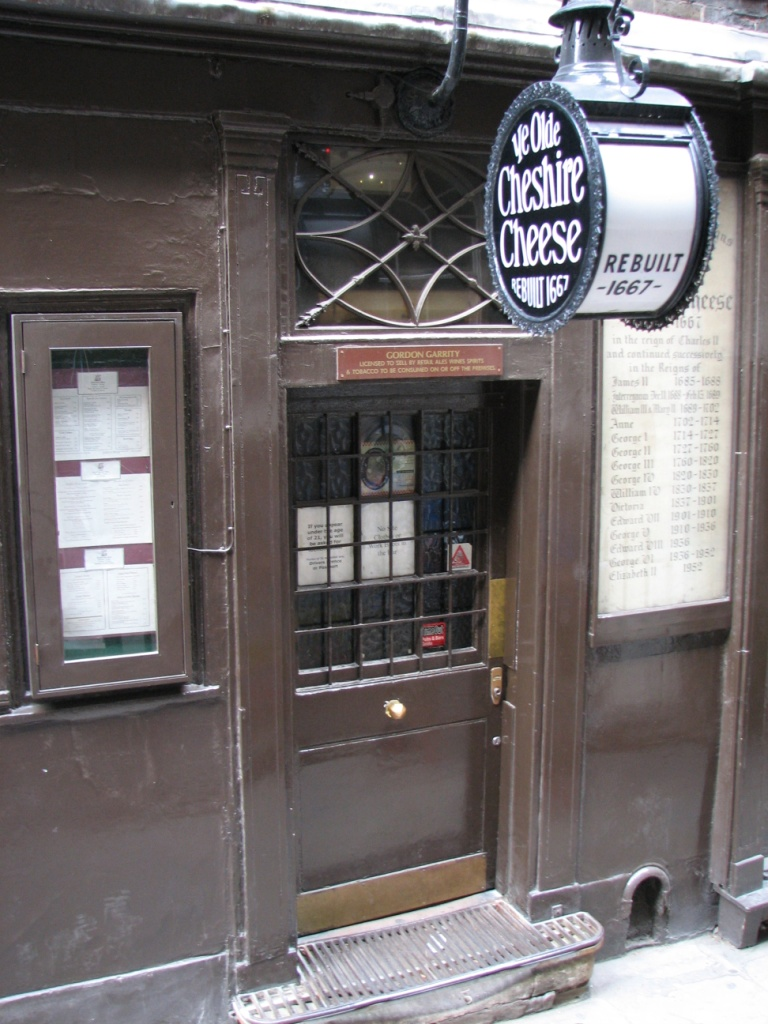
Tous les monarques ayant régné depuis sa construction sont inscrits à l'entrée

Ye Olde Cheshire Cheese est parmi les plus anciens pub de la City de Londres, en Angleterre, situé au 145 Fleet Street à la "Wine Office Court" (Bureau de la Cour du Vin). Il a été reconstruit en 1667 à la suite du Grand Incendie.

## Histoire
Le Ye Olde Cheshire Cheese (littéralement traduit de l'anglais Le (vieille forme de l'article définitif) vieux fromage "Cheshire") est une maison publique (Pub en anglais) datant de 1538. D'abord détruit par le Grand incendie de Londres de 1666, il fut reconstruit un an après dans le style de l'époque.
Comme The Tipperary de la rue opposée, YOCC a notamment résisté à la catastrophe du fait de sa construction en pierre. Il continue à susciter l’intérêt des visiteurs par son style moyenâgeux et par son intérieur mal éclairé. Certaines boiseries proviennent des dernières restaurations du XIXe siècle. Les caves voûtées sont considérées comme appartenant à un monastère de Carmélites du XIIIe siècle qui occupait autrefois le site. Le pub se trouve dans l'étroite rue du 145, Fleet Street. En hiver, une cheminée à foyer est utilisé pour garder la chaleur intérieure. Le pub est actuellement exploité par et liée à la brasserie Samuel Smith.

## Associations littéraires

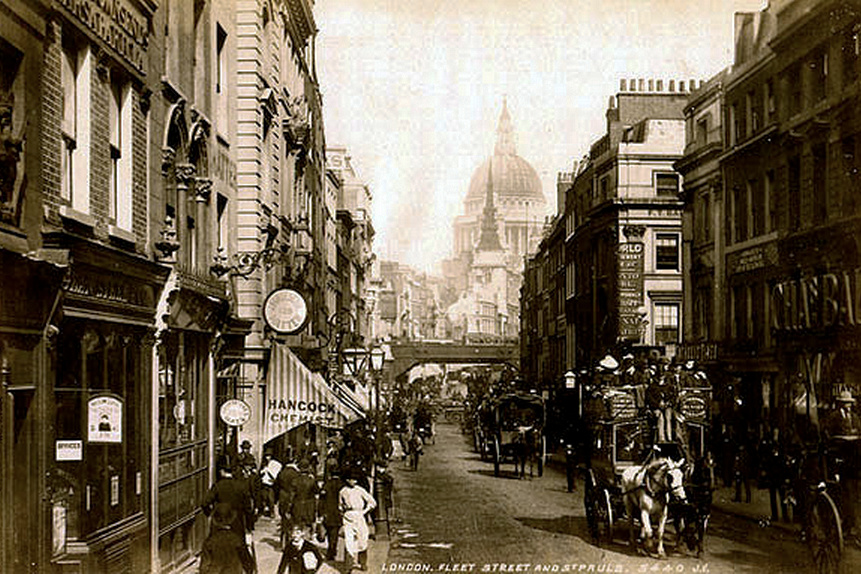
Fleet Street en 1890

Plusieurs figures littéraires sont associées à ce lieu: Oliver Goldsmith, Mark Twain, Alfred Tennyson, Sir Arthur Conan Doyle, Gilbert Keith Chesterton ainsi que le Dr Samuel Johnson étaient tous des "habitués" à ce pub. Charles Dickens se rendait fréquemment au pub,. En 1890, après avoir fondé leur groupe d'écrivains  Rhymers club, William Butler Yeats et Ernest Percival Rhys prennent le Ye Olde Cheshire Cheese comme QG mais aussi Domino Room of the Café Royal.
L'écrivain soviétique Boris Pilniak a visité ce pub lors de son séjour à Londres en 1923. 
Quelques personnalités ayant fréquenté le YOCC:

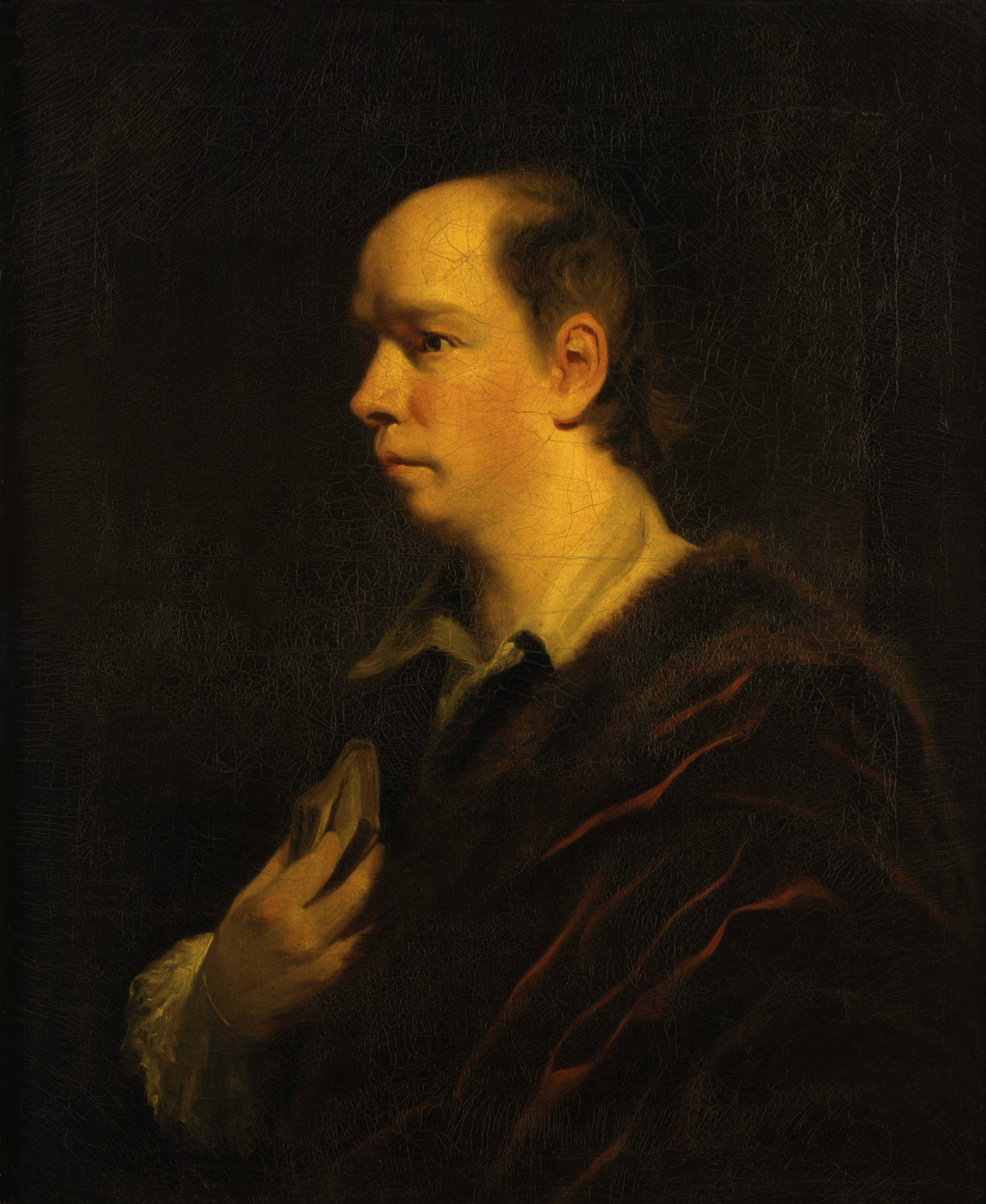
Oliver Goldsmith
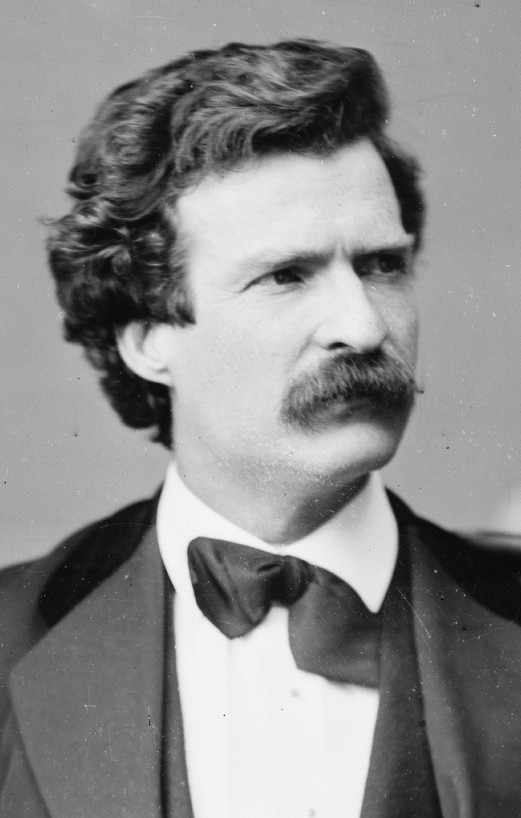
Mark Twain
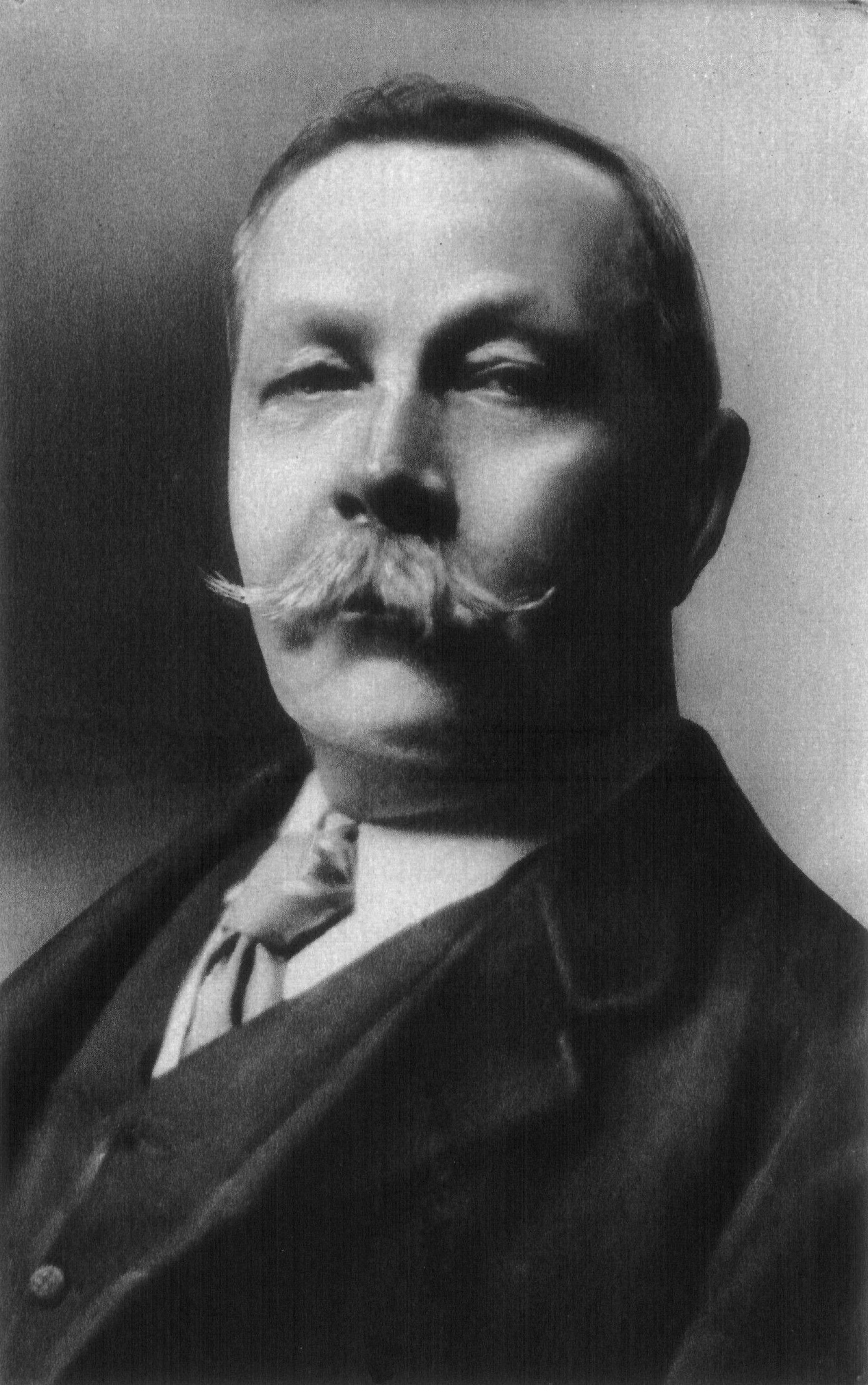
Sir Arthur Conan Doyle
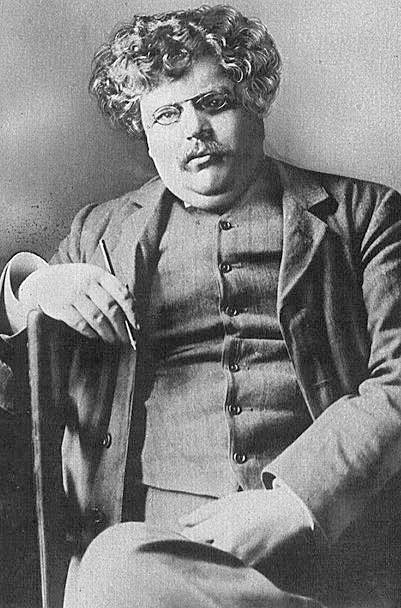
Gilbert Keith Chesterton
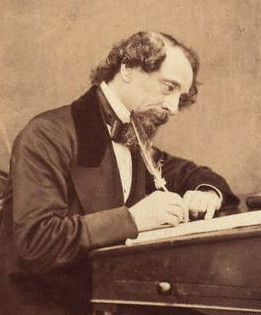
Charles Dickens
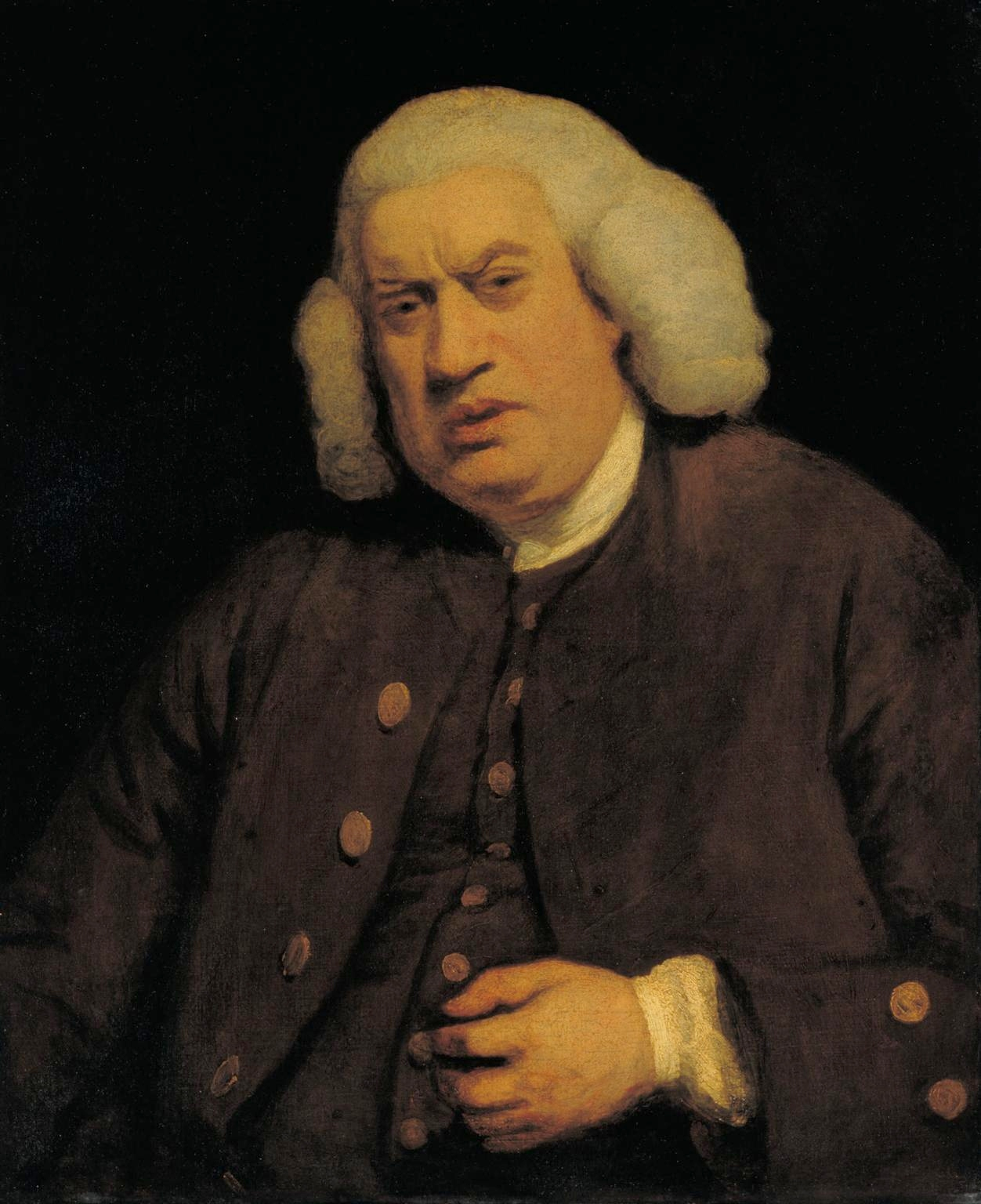
Samuel Johnson

## Galerie

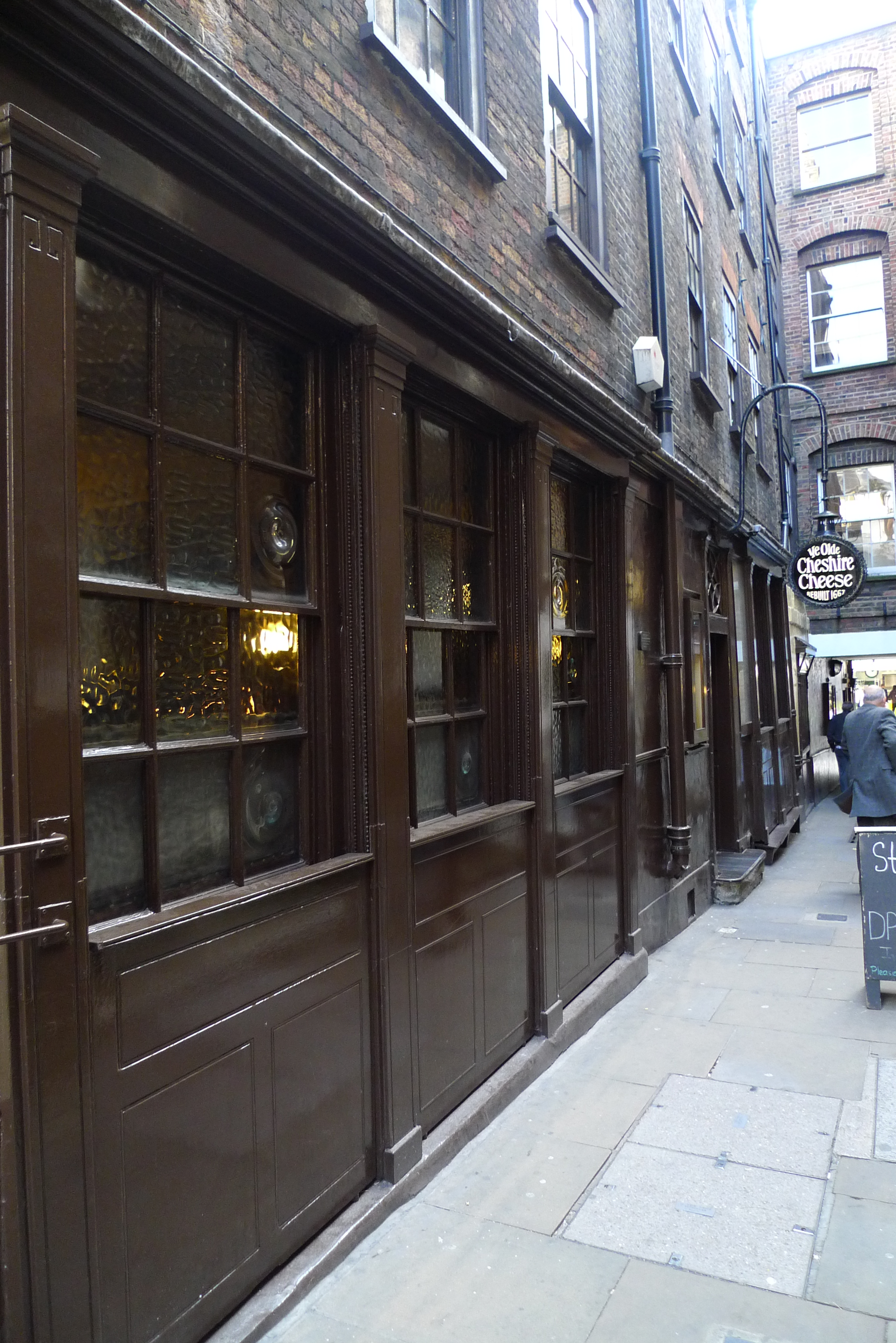
Entrée du pub
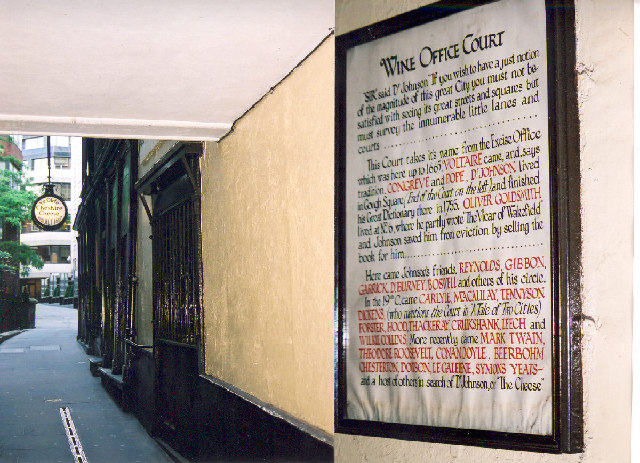
La "Wine Office Court" (Bureau de la Cour du Vin), toutes les personnalités ayant fréquenté ce pub sont notées sur ce tableau.
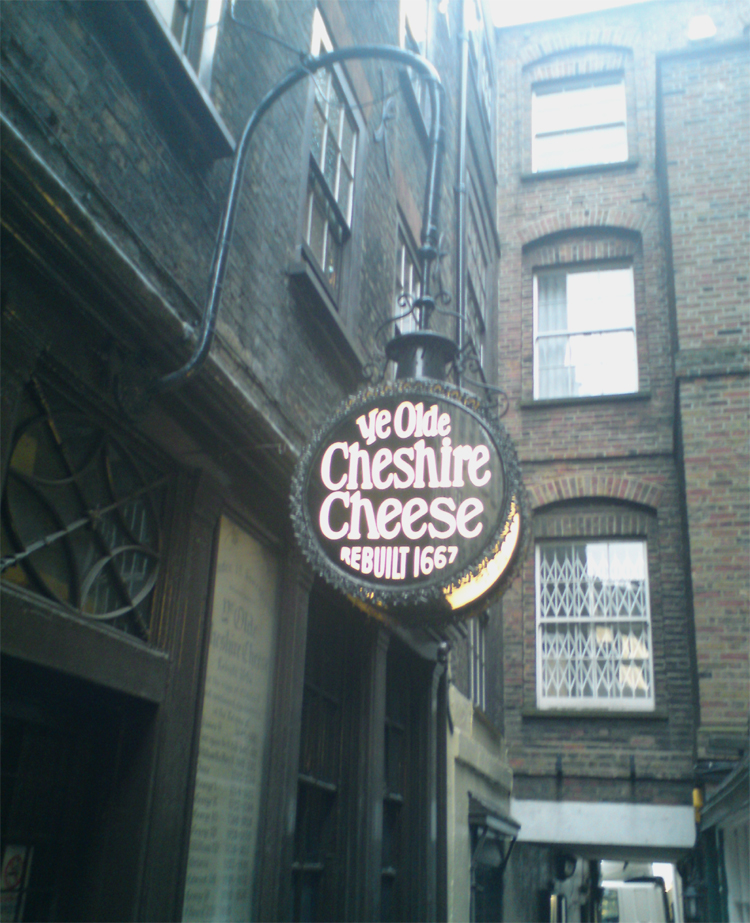
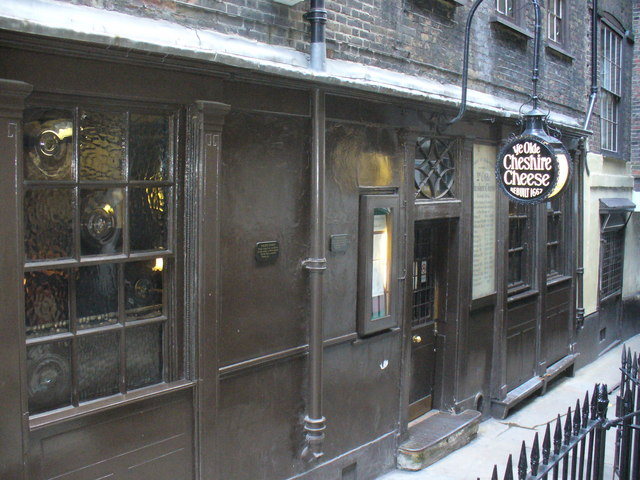
La 145, Fleet Street